# كينوميتشي

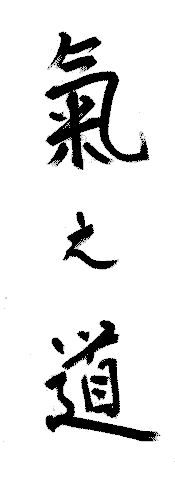

كينومتشي. فن قتال ياباني وفق تقاليد بودو،(طريقة للتعليم مستخرج من فنون قتالية يابانية)، أسسها ماستر ماساميشي نورو في باريس (فرنسا) عام 1979. ماساميشي نورو كان من تلاميذ سينسي موريهيه أويشيبا، مؤسس الأيكيدو. منذ زمن طويل وهو «مندوب لأوروبا وأفريقيا» مُعين من قبل سينسي أويشيبا الذي نزل في مرسيليا في 3 سبتمبر 1961، قبل الاساتذة ناكازونو (Mutsuro Nakazono) و نوبويوشي تامورا في البناء المشترك للأيكيدو الأوروبي والأفريقي. قوة إتقانه لفنون القتال دفعته لأبعد أبحاثه، انشأ بعد 18 عاما كينوميتشي ويستمر في شكل جديد لتعليم سينسي أويشيبا.
الكينوميتشي يتبع في فرنسا الفيدرالية الفرنسية للأيكيدو، أيكي بودو و الألفة، كرياضة غير تنافسية. وتقيم علاقات حميمة مع المركز العالمي للأيكيدو، هومبو دوجو طوكيو وممثليها، دوشو الحالي سينسي موريتوري أويشيبا (植 芝 守 央)، حفيد مؤسس الأيكيدو.

## توضيح

### المصدر
يشمل الكينوميتشي جميع تقنيات سينسي موريهيه أويشيبا، انها نفس المعادة من دايتو ريو أيكي جوجيتسو التي يعود أصل تاريخها إلى القرن الثاني عشر . اقتداء جميع المدارس التقليدية كوريو اليابانية وتقليد طريقتهم في الاستنساخ، كينوميتشي يعيد تحت إشراف سينسي العناصر الأساسية للمدرسة، والتدريس، وسيطرتها لاستكشاف التقنية.

## روابط خارجية
- http://www.kinomichi.com/
- www.ffaaa.com
- http://www.kiia.net/fr/kinomichi.php
- http://www.aikikai.or.jp/